# Alone (singel Heart)
Alone – ballada rockowa autorstwa Billy’ego Steinberga i Toma Kelly’ego. Pierwotnie piosenka nagrana została przez projekt Steinberga i Kelly’ego – i-Ten. Utwór trafił na album Taking a Cold Look, wydany w roku 1983. Kilka lat później amerykańska grupa rockowa Heart zarejestrowała własną wersję utworu, która w lipcu 1987 roku dotarła do miejsca 1. na amerykańskiej liście Hot 100 magazynu Billboard. W 2004 piosenkarka Carrie Underwood wystąpiła w programie TV American Idol, gdzie wykonała utwór autorstwa Steinberga i Kelly’ego. W 2007 roku kanadyjska wokalistka Céline Dion wykonała cover „Alone”, który znalazł się na jej albumie Taking Chances.

## Wersja Heart
Zespół Heart wykupił prawa do nagrania utworu, który wydano jako pierwszy singiel z ich dziewiątego albumu studyjnego Bad Animals, wydanego w maju 1987 roku. Interpretacja formacji jest energiczną balladą, która rozpoczyna się linią graną na pianinie, oraz przytłumionym wokalem Ann Wilson. Następnie piosenka eksploduje hałaśliwymi hard rockowymi chórkami. „Alone” stał się największym hitem formacji, nie schodząc przez trzy tygodnie z 1. miejsca amerykańskiego zestawienia Billboard Hot 100. Natomiast na końcoworocznej liście Billboardu najlepszych singli popowych 1987. roku, nagranie grupy Heart zajęło 2. miejsce. Także na Wyspach Brytyjskich jest to ich najpopularniejszy singiel, który dotarł na UK Singles Chart do miejsca 3.

## Wersja Céline Dion
Pod koniec 2007 roku na rynek trafił singiel z utworem „Alone” nagranym przez Céline Dion. W Europie i Ameryce Północnej była to jej druga mała płyta z albumu Taking Chances, natomiast w Wielkiej Brytanii to wydana została jako trzecia pozycja. Drugim singlem na Wyspach był „Eyes On Me”, który wydano w 2008 roku.

### Certyfikaty i sprzedaż
| Kraj    | Najwyższa pozycja |
| ------- | ----------------- |
| Kanada  | 57                |
| Szwecja | 52                |
| Tajwan  | 2                 |